# Christian Hagans Gépgyár

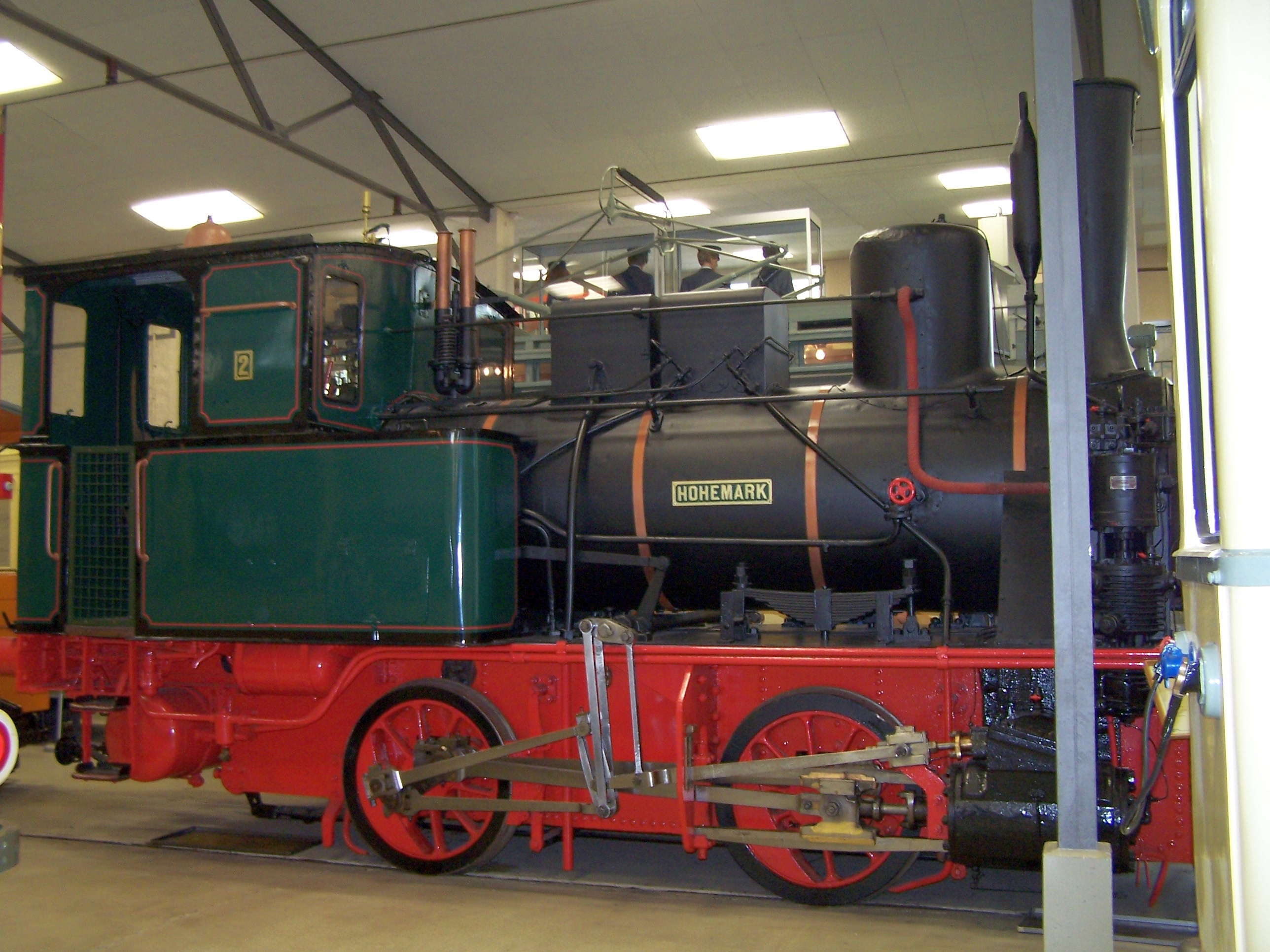
Hagans Bn2t-Dampflokomotive HOHEMARK von 1900 (Fabriknr. 438) im Verkehrsmuseum Frankfurt am Main

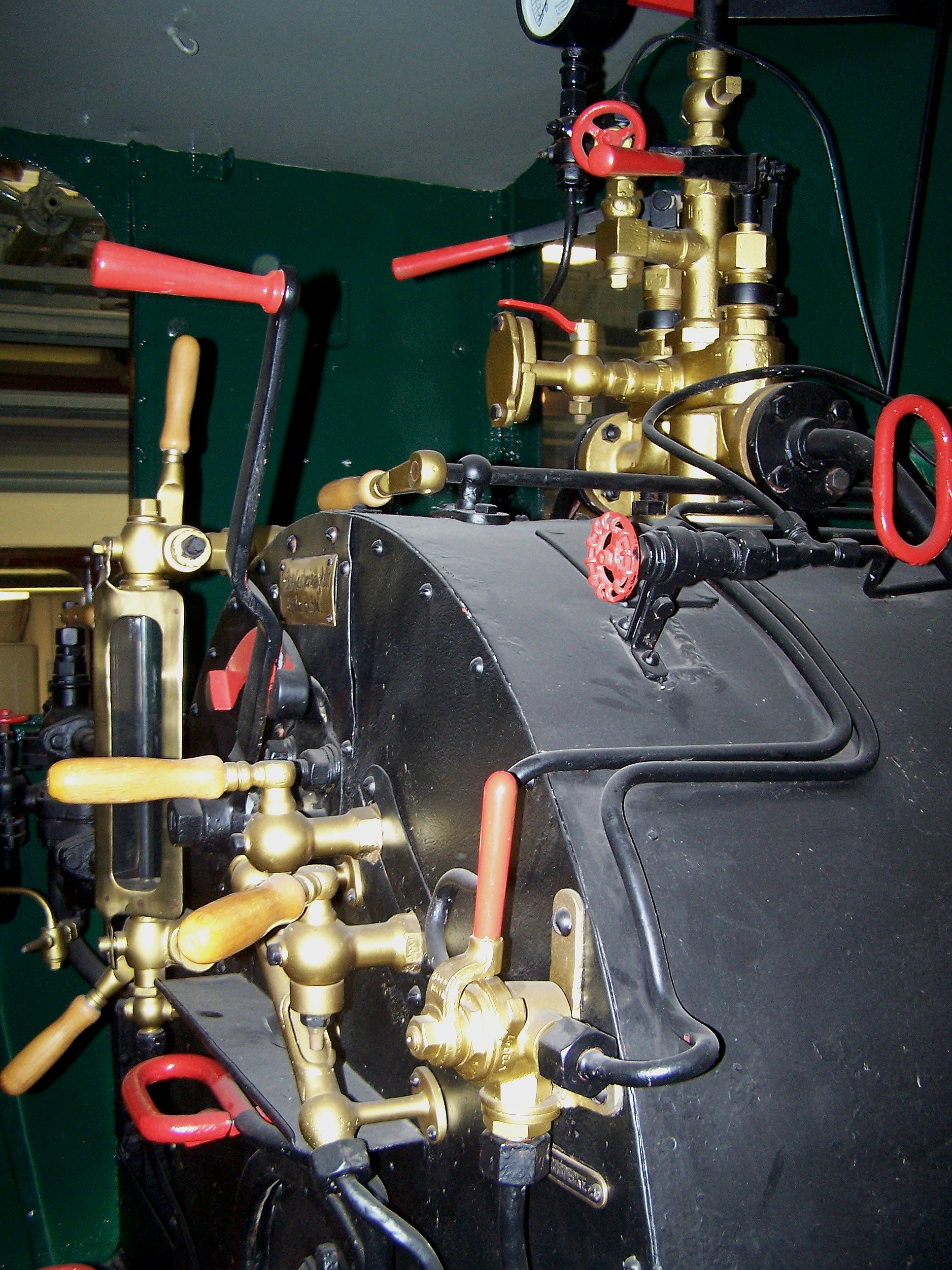
Führerstand der Hagans Bn2t-Dampflokomotive HOHEMARK

A Christian Hagans Gépgyár egy német mozdonygyár volt.

## Története
A gépgyárat Christian Hagans 1857 július 1-jén alapította Erfurtban a Kartäuserstraße/Dalbergsweg sarkán lévő telken. 1857-ben üzembe állt egy vasöntöde, majd 1858-ban egy gépműhely. Kezdetben főként fogaskerekeket, csapágycsészéket, szíjtárcsákat gyártottak, majd 1870-től gőzmozdonyalkatrészeket kezdtek gyártani és mozdonykazánokat készíteni. 1872 novemberében négy hónap alatt építették meg az első mozdonyt, egy keskenynyomtávú mozdonyt a Oberschlesischen Schmalspurbahnen-nek.
A szűkös gyári körülmények sokszor korlátozták a Hagans fejlesztési lehetőségeit. Így például megvásárolták a T 15 típusú mozdonynak a licencét a Henschel-től, de megfelelő gyártási kapacitással nem rendelkeztek, és különösen hiányzott a vasúti kapcsolat. A mozdony súlya 35 tonna volt, amit lóvontatta szállítókocsin Erfurt utcáin szállítottak az erfurti teherpályaudvarra. 1903-ban egy új gyártelepet vásároltak Ilversgehofenben. Ott volt egy vasúti kapcsolat az erfurti Északi pályaudvarhoz, így szélesebb lehetőségek nyíltak méret- és súlykorlátok nélküli gyártásra. A termelés Ilversgehofenben 1905-ben kezdődött a porosz T9.3 sorozattal.
1913-ig a Hagans 204 db T 9 mozdonyt gyártott, ami a társaság által egy járműfajtából gyártott legnagyobb sorozat volt. 1915 június 30-án 1916 április 1-i hatállyal megszerezte a magdeburgi R. Wolf A.G. Christian Hagans és fiai (Otto és Friedrich) mozdonygyárát. A mozdonygyártás a következő években nagyobb darabszámban kizárólag a Porosz Államvasutak részére folyt.
Miután 1924 és 1928 között csak 25 mozdonyt gyártottak, 1928 augusztusában Erfurtban a mozdonygyártást beszüntették és bezárták a gyárat. Addig a Haganstól 1 251 mozdony került ki, az 500 gyári számú mozdony egy T 3 volt, melyet 1904. május 29-én gyártottak, az 1000-es egy P 8 típus, mely 1920. december 17-én készült el. Az utolsó Hagans mozdony a BR 64. A leállítás hátterében egy megállapodás állt az R. Wolf AG és a Henschel között. A Henschel átvette a Hagans mozdonykvótáját a lokomobil kvótájáért cserébe.

## Hagans típus
Hagansról egy csuklós gőzmozdonytípust neveztek el, amely két egymással lengőkarral összekapcsolt kapcsolt kerékcsoportból áll úgy, hogy a mozdonyt egy pár henger hajtja.
Ilyenek például a Baden VIII d, a porosz T 13 és a porosz T 15.

## Megőrzött mozdonyok
- U 36.003 (Gyári szám:174, Gyártási év:1884), ex Gölnicvölgyi vasút Nr. 3, Kassai Gyermekvasút üzemképes
- HOHEMARK (Gyári szám: 438, Gyártási év: 1900), a FLAGNr.2 mozdonya, a Verkehrsmuseumban Frankfurt-Schwanheimban
- 89 7462 (Gyári szám: 499, Gyártási év: 1904) a DB Museum Koblenz Koblenz-Lützel tulajdona, 1960 - 2000 között játszótéri mozdony volt a kölni állatkertben
- 80 013 (Gyári szám: 1227, Gyártási év: 1927) üzemképtelen kiállítva a Deutschen Dampflokomotiv-Museum-ban Neuenmarkt-Wirsberg-ben
- 80 014 (Gyári szám: 1228, Gyártási év: 1927) üzemképtelen, kiállítva a Süddeutschen Eisenbahnmuseum Heilbronn-ban

## Fordítás
- Ez a szócikk részben vagy egészben  a   Maschinenfabrik Christian Hagans című német Wikipédia-szócikk fordításán alapul.  Az eredeti cikk szerkesztőit annak laptörténete sorolja fel. Ez a jelzés csupán a megfogalmazás eredetét és a szerzői jogokat jelzi, nem szolgál a cikkben szereplő információk forrásmegjelöléseként. - Az eredeti szócikk forrásai az eredeti szócikknél megtalálhatóak.